# 屏边连蕊茶
屏边连蕊茶（学名：Camellia tsingpienensis），又名金屏连蕊茶，为山茶科山茶属的植物，为中国的特有植物。分布在越南以及中国大陆的广西、云南等地，生长于海拔700米至1,800米的地区，常生于林中、山坡及山坡疏林中，目前尚未由人工引种栽培。